# Jean Louis Delmotte
Jean Louis Delmotte (Brest, 12 gennaio 1752 – Lambézellec, 13 luglio 1816) è stato un ammiraglio francese .

## Biografia
Nacque a Brest il 12 gennaio 1752. Si arruolò nella Marine royale nel giugno 1761, assegnato come mozzo al vascello Défenseur. Dopo dieci campagne nelle Antille, divenne assistente pilota nel 1775, poi secondo pilota nel 1776 e prestò servizio nello squadra navale dell'ammiraglio Louis Guillouet d'Orvilliers imbarcato sul vascello Saint-Esprit nel 1779-1780. Trasferito sul Duc de Bourgogne come ufficiale ausiliario, in forza alla squadra di Charles Henri Louis d'Arsac de Ternay incaricato di trasportare il corpo d'armata di Jean-Baptiste Donatien de Vimeur de Rochambeau in America, partecipò al combattimento del 20 giugno 1780 vicino alle Bermuda e alle due battaglie di Chesapeake il 16 marzo e il 5 settembre 1781, poi la presa di Saint-Christophe nel gennaio 1782 e le due battaglie delle Saintes il 9 e 12 aprile 1782. Brevetto di comandante di compagnia cannonieri.
Dopo la firma del Trattato di pace a Parigi, nel 1783, prestò servizio sul Courier in America e fu ammesso definitivamente nella marina reale con il grado di sottotenente nel maggio 1786.
Nel 1790 assunse il comando dell'Espiègle, divenne tenente di vascello nel 1792, prestando servizio sul Superbe nel Mediterraneo. Capitano di vascello nel gennaio 1793, fu nominato maggior generale della marina a Brest, funzioni che conservò sulla nave ammiraglia da 118 cannoni Montagne nella squadra di Louis Thomas Villaret de Joyeuse.
Promosso contrammiraglio nel novembre 1793, partecipò alle giornate del 22 pratile anno II (29 maggio-1 giugno 1794) e comandò fino al giugno 1794, alzando la sua insegna sul Tonnant, la 2ª Squadra del Mediterraneo. Partecipò alla battaglia delle Isole di Hyères il 13 luglio 1795. Nel settembre 1796 fu comandante delle armate navali a Brest , poi capo di stato maggiore e comandante interinale dell'Armata navale dell'Oceano (1798-1799), assunse poi il comando della 1ª Squadra dell'Armata Navale sotto gli ordini del Ministro della Marina  Étienne Eustache Bruix. Promosso maggior generale alzò la sua insegna sullo Alliance, sull'Océan e sul Terrible.
Comandante in capo dell'Armata navale, alzando la sua insegna sul vascello Républicain nel 1801, comandò una divisione, imbarcato sul vascello Scipion nel corso della Spedizione di Saint-Domingue (1801-1802) e si ritirò a vita privata nel 1803. Si spense a Lambézellec il 13 luglio 1816.

### Fonti
1. 1 2 3 4  Three Decks.
2. ↑  Centotredicesimo.
3. ↑  Mullié 1852, p. 511.
4. 1 2 3 4  de la Roncière 1907, p. 340.
5. ↑  de la Roncière 1907, p. 341.